# 太白祠
太白祠位於四川省江油縣（原彰明縣）青蓮鄉，文物遺址年代判定為清代。1961年7月13日公佈為四川省第二批歷史及革命文物保護單位。1980年7月7日重新公佈為四川省第一批文物保護單位。包括隴西院、粉竹樓、太白祠。
在彰明縣南郊的青蓮鎮，分布著太白祠、隴西院、粉竹樓、洗墨池、月園墓等有關遺蹟，合稱李白故居。
太白祠始建於唐末，再建於宋，現建築為清乾隆四十二年(1777年)重建，是歷代人們憑弔、紀念李白的地方。該祠位於青蓮鎮東南1公里處的盤江河畔，紅牆環繞，竹樹清幽，有大門、穿殿、正殿、廂房等建築。殿前有古桂兩株。祠內有嘉慶八年(1803年)《懷李白》詩碑，嘉慶十八年(1813年)《過漫坡渡謁太白祠》詩碑和民國28年題書的「太白故里」碑各一座。 
太白祠保護範圍：東至正門廣場陳元青家圍牆，西至公路外10米，南至圍牆外30米，北至圍牆外10米。面積1.12公頃。